# Eleccions presidencials finlandeses de 2018
El 28 de gener de 2018 es van celebrar eleccions presidencials a Finlàndia. El president en funcions, Sauli Niinistö, va rebre el 62,7% dels vots i va ser escollit per a un segon mandat, evitant una segona volta. El mandat va de l'1 de març de 2018 a l'1 de febrer de 2024 (si les eleccions presidencials de 2024 no van a segona volta) o a l'1 de març de 2024. Encara que el president es tria per sufragi directe, Niinistö va obtenir la pluralitat en tots els municipis i la majoria en tots menys en 13.